# Arthur Shawcross

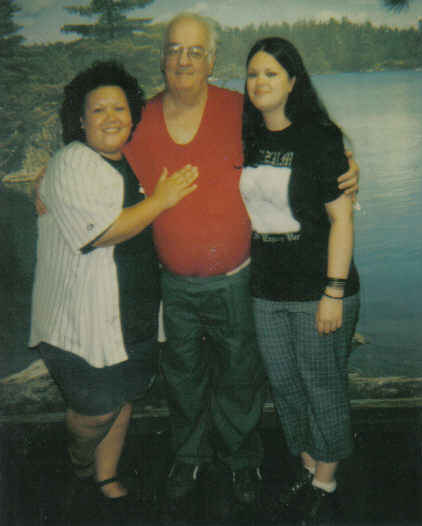
Arthur Shawcross in 2002

John Arthur Shawcross (6 juni 1945 – 10 november 2008) was een Amerikaanse seriemoordenaar en kannibaal.
Hij kreeg de bijnaam Genesee River Killer.
Shawcross misbruikte en vermoordde in mei 1972 de tienjarige Jack Owen Blake, nadat hij de jongen een bos in had gelokt. Vier maanden later verkrachtte en vermoordde hij de achtjarige Karen Ann Hill. Hij kreeg hiervoor 25 jaar gevangenisstraf, waarvan hij veertien en een half jaar uitzat. In 1988 begon Shawcross weer te moorden, voornamelijk onder prostituees. Hij werd ditmaal veroordeeld voor elf moorden en kreeg een levenslange gevangenisstraf.

## Trivia
- Op het album Tomb of the Mutilated van Cannibal Corpse uit 1992 staat het nummer Addicted to Vaginal Skin, dat over het voorval gaat. Het intro ervan is een fragment uit een interview van Shawcross.